# Friedrich Botho zu Stolberg-Roßla
Graf Friedrich Botho zu Stolberg-Roßla (* 13. Mai 1714 in Roßla; † 8. März 1768 ebenda) war ein kursächsischer Generalleutnant und seit 1739 regierender Graf über den 1706 abgetrennten Roßlaer Anteil der Grafschaft Stolberg im Südharz.

## Leben
Friedrich Botho stammt aus der hochadligen Familie der Grafen zu Stolberg. Er war der älteste Sohn des Grafen Jost Christian zu Stolberg-Roßla senior (1676–1739) und der Gräfin Emilie Auguste zu Stolberg-Gedern (1687–1730). Sein Bruder war Graf Jost Christian zu Stolberg-Roßla junior. Am 17. Juni 1739 folgte er seinem Vater in der Regentschaft und musste als eine der ersten Amtshandlungen die Oberhoheit des Kurfürstentums Sachsen über die Grafschaft Stolberg schriftlich anerkennen. Graf Friedrich Botho war von 1744 bis 1757 General des selbst aufgestellten königlich-polnischen und kursächsischen Infanterieregiments No. 12.

## Ehe und Nachkommen
Er heiratete am 21. November 1746 Gräfin Henriette Reuß zu Gera (* 13. Juni 1723 in Gera; † 27. August 1789 ebenda), die Tochter von Graf Heinrich XXV. Reuß zu Gera (1681–1748) und dessen zweiter Ehefrau Pfalzgräfin Sophie Marie von Birkenfeld-Gelnhausen (1702–1761). Das Paar hatte sechs Kinder:
- Heinrich Christian Friedrich (* 18. August 1747; † 20. Januar 1810),
- Johann Wilhelm Christoph (* 11. Juli 1748; † 6. Februar 1826),
- Karl Botho (* 19. Juli 1749; † 12. Juli 1751),
- Friedrich Gustav (* 13. November 1750; † 19. März 1751),
- Ludwig Moritz (* 5. Mai 1752; † 10. April 1781),
- Sophie Auguste (* 11. Juni 1754; † 3. März 1776).